# Christlieb Siegmund Binder
Pour les articles homonymes, voir Binder.
Christlieb Siegmund Binder (Chrétien-Sigismond Binder), né le 29 juillet 1723 à Dresde et mort le 1er janvier 1789 dans sa ville natale, est un claveciniste, organiste et compositeur allemand de musique classique.

## Biographie
Christlieb Siegmund Binder est baptisé le 29 juillet 1723 à Dresde dans l'Électorat de Saxe et le Saint-Empire romain germanique,,,.
Il est issu d'une famille originaire de la petite ville saxonne de Naumbourg,. Son père Johann Gottfried (1704-1740) était hautboïste dans le corps des cadets du prince électeur de Saxe. il a probablement reçu sa première instruction musicale à la chorale d'enfant de Dresde, dirigée par Pantaléon Hebenstreit, et se livre à l'étude du pantaléon, un instrument fort difficile inventé par son maître,,.
À partir de 1751, Binder rejoint l'orchestre de la cour de Frédéric-Auguste II de Saxe à Dresde en tant que joueur de pantaléon,. Plus tard, il abandonne cet instrument pour l'orgue et le clavecin. En 1764, Binder devint second organiste de la cathédrale de la Sainte-Trinité de Dresde (Hofkirche) aux côtés de Peter August,,.
En 1787, il devient premier organiste de la cour,.
L'influence de Binder s'est pratiquement limitée à Dresde car peu de ses œuvres ont été publiées de son vivant.
Son fils August Siegmund (1761–1815) travaille également comme organiste et compositeur à Dresde. Son deuxième fils, Carl Wilhelm Ferdinand (né en 1764), est fabricant de harpes à Weimar.
Christlieb Siegmund Binder meurt à l'âge de 66 ans le 1er janvier 1789 dans sa ville natale de Dresde,,

## Œuvre
Christlieb Siegmund Binder « a écrit de manière prolifique, dans un "style élégant" proche de celui de C.P.E. Bach ». « Son style est un mélange de baroque tardif et d'Empfindsamkeit ».
Peu d'ouvrages de sa composition ont été imprimés, mais on connaît de lui de nombreux manuscrits.

### Ouvrages imprimés
- Op. 1: Sei Sonate per il Cembalo (Dresde, 1759)[5]
- Sei Sonate a tre per il Clavicembalo con Flauto ô Violino, Sechs Trios fürs Clavecin mit Flöte oder Violine (Leipzig, 1763)[5]

### Manuscrits
- 24 sonates[5]
- 18 concertos pour clavecin[5] (après 1750)

## Enregistrement
- Concerto per due cembali, Bibiane Lapointe et Thierry Maeder (clavecins), ensemble Les Cyclopes (label Pierre Verany, 2004)